# مايك توماس (لاعب كرة قاعدة)
مايك توماس (بالإنجليزية: Mike Thomas)‏ هو لاعب كرة قاعدة أمريكي، ولد في 2 سبتمبر 1969 في ساكرامنتو في الولايات المتحدة.

## وصلات خارجية
- مايك توماس على موقعبيزبول رفرنس.كوم (الدوري الرئيسي) (الإنجليزية)
- مايك توماس على موقعبيزبول رفرنس.كوم (الدوري الثانوي) (الإنجليزية)